# I.K.U.
I.K.U. (произносится как ai-kei-ju) — инди-фильм, снятый тайваньско-американским автором экспериментальных фильмов Shu Lea Cheang. Он был заявлен как «японский научно-фантастический порнографический фильм». Сюжет фильма частично основывается на сюжете фильма Бегущий по лезвию. Название фильма на японском сленге означает «оргазм». Фильм часто относят к жанру японский киберпанк
Премьера I.K.U. состоялась в 2000 году на Sundance Film Festival. Этот фильм является первым порнографическим фильмом, продемонстрированным в рамках фестивальной программы.

## Сюжет
Действие фильма развивается в районе 2030 года. Мультинациональная корпорация «Геном» разрабатывает продукт названный «I.K.U.-чип», подключаемый к портативным устройствам пользователей и позволяющий им скачивать с серверов I.K.U. оцифрованные данные об оргазме и испытывать соответствующие ощущения, без необходимости вступать в реальный физиологический контакт с кем-либо. Корпорация отправляет своего кибернетического шейпшифтера Рейко собирать и записывать на встроенный I.K.U.-чип информацию о различных оргазмах, в том числе и включающих оргазмы, полученные в нетрадиционно-ориентированных половых контактах. Для сбора информации Рейко трансформирует свою внешность, стараясь стать более привлекательной для избранного объекта (или пары объектов), вступает с целью в сексуальный контакт и трансофрмирует свою правую руку в кибернетический член, и вводит его в вагину или анус жертвы, до достижения той оргазма, который записывается на I.K.U.-чип.
Рейко подчиняется служащему корпорации «Геном» Диззи, называемому «I.K.U. Runner». Она вступает в контакт с различными людьми, такими как: корпоративный работник, стриптизёрша, молодая пара, драг-дилер и мужская проститутка Акира и т. д.

## Создание
Продюсер Takashi Asai, основатель андеграундной и независимой компании «Uplink», нанял режиссёра и автора медийных проектов Shu Lea Cheang для «создания научно-фантастического порнофильма». Cheang взялась писать сценарий, учитывая типичные для японии нормы цензуры. Конфликт между ними начался с процесса написания сценария, и продолжился непосредственно в период съемок. Takashi хотел получить традиционный японский эротический фильм, с сюжетной линиейи софткорными постельными сценами, Cheang же ориентировалась на более американский подход, при работе над фильмом учитывая опыт классических западных хардкорных кинолент.